# Уененнефер (жрець Осіріса)
Уененнефер (*д/н — 1250 до н. е.) — давньоєгипетський діяч XIX династії, верховний жрець Осіріса у Абідосі за володарювання фараона Рамсес II.

## Життєпис
Походив зі жрецької династії Хата. Син Мері, верховного жерця Осіріса, та Майануй (доньки То, верховного жерця Осіріса). ро перебіг кар'єри замало відомостей. На 14 рік правління Рамсеса II (близько 1276 року до н. е.) стає верховним жерцем Осіріса. Для зміцнення свого впливу одружився з Тій-Нефертарі, донькою Кені, наглядача над зерносховищами.
Відомі численні статуї, рельєфи та стели цього діяча. Насамперед значущими є родинний монумент, подвійна статуя, де зображено Уененнефера з батьком. Виявлено також стели із зображенням верховного жерця.

## Родина
- Горі I, верховний жрець Осіріса
- Юю, верховний жрець Осіріса